# Mr. Deeds Goes to Town
Mr. Deeds Goes to Town és una comèdia cinematogràfica de 1936 basada en el conte Opera Hat (1935) de Clarence Budington Kelland (1881-1964). Aparegué publicat per lliuraments en el periòdic The Saturday Evening Post. La pel·lícula va ser dirigida per Frank Capra i va comptar amb Gary Cooper i Jean Arthur en els seus papers principals. El guió va ser escrit pel mateix Kelland i per Robert Riskin (1897 - 1955) en la que seria la seva cinquena col·laboració amb Capra.
El 2002 es va estrenar un remake titulat Mr. Deeds, protagonitzat per Adam Sandler i Winona Ryder.

## Argument
A mitjans de la Gran Depressió, Longfellow Deeds (Gary Cooper), poeta de targetes de felicitació i músic que toca la tuba, viu en el llogaret, Mandrake Falls, a Vermont. Hereta una enorme fortuna de 20 milions de dòlars d'un oncle llunyà, Martin Semple. L'advocat del seu oncle, John Cedar (Douglass Dumbrille), localitza a Deeds i el porta a Nova York. Cedar encarrega al seu mediador, l'experiodista Cornelius Cobb (Lionel Stander), la missió de mantenir allunyats als periodistes de l'hereu. No obstant això és esquivat per la periodista estrella Louise “Babe” Bennett (Jean Arthur), qui intenta aprofitar-se de la fantasia romàntica de Deeds de rescatar a una damisela en dificultats i es fa passar per una pobra treballadora anomenada Mary Dawson. Ella fingeix un desmai causat pel cansament “després de caminar tot el dia buscant treball” i aconsegueix així guanyar-se la confiança de Deeds. Ella escriu una sèrie d'articles molt populars en els quals es burla de Longfellow, que és de poble, i del seu estrany comportament, anomenant-lo “Cinderella Man” (Ventafocs). Mentrestant, Cedar intenta aconseguir de Deeds poders com a advocat seu, per poder mantenir en secret les seves malifetes financeres.
Deeds, no obstant això, resulta saber jutjar bé a la gent, lliurant-se fàcilment de Cedar i d'altres oportunistes. Es guanya el respecte de Cobb i l'amor de Babe. No obstant això quan Cobb descobreix la veritable identitat de Babe, el cor de Deeds queda destrossat. Just quan està a punt de tornar a Mandrake Falls, un granger arruïnat (John Wray) irromp en la seva mansió i l'amenaça amb una pistola. Expressa el seu desdeny per l'home ric, aparentment sense cor, que no fa res per ajudar a tants pobres desesperats. L'intrús llavors es calma, però Deeds s'adona del que pot fer amb la seva problemàtica herència: decideix proporcionar granges totalment equipades i amb 40.000 m² a milers de famílies sense llar si prometen treballar-les durant uns quants anys. Preocupat per la pèrdua de control sobre la fortuna, Cedar s'uneix en contra de Deeds amb el l'únic familiar i la seva dominant esposa. Els tres intenten declarar-lo mentalment incompetent. Això, juntament amb la traïció de Babe, fa que s'enfonsi en una profunda depressió.
Mentre ell segueix deprimit, tot es posa en contra de Deeds, especialment quan es nega a defensar-se. Quan Babe convenç a Deeds que l'estima de debò, Deeds comença a defensar-se (abans de pegar-li un cop de puny a la cara a Cedar). El jutge el declara sa afirmant que és "l'home més sa que ha entrat mai en la sala de l'audiència".

## Repartiment
- Gary Cooper – Longfellow Deeds
- Jean Arthur – Louise “Babe” Bennet/Mary Dawson
- George Bancroft – MacWade
- Lionel Stander – Cornelius Cobb
- Douglas Dumbrille – John Cedar
- Raymond Walburn – Walter
- H.B. Warner – Jutge Maig
- Ruth Donnelly – Mabel Dawson
- Walter Catlett - Morrow

## Producció

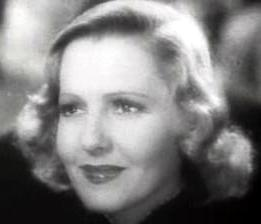
Jean Arthur com a Louise "Babe" Bennett

Al principi Frank Capra anava a filmar Lost Horizon després de Broadway Bill (1934), però l'actor protagonista Ronald Colman no va poder acabar a temps altres compromisos, així que van canviar els plans de producció per adaptar-los a Mr. Deeds Goes to Town. Els dos actors protagonistes, Gary Cooper i Jean Arthur, van ser assignats als seus papers des del principi. La primera elecció de Capra per al paper de Longfellow sempre va ser Gary Cooper. A causa d'altres compromisos de Cooper, la producció es va retardar sis mesos fins que Cooper va estar disponible. Aquesta demora va costar 100.000 dòlars.
Per al paper de Bennet, Carole Lombard va ser la primera elecció, però l'actriu va abandonar la pel·lícula tres dies abans de començar, per protagonitzar My Man Godfrey. Les primeres escenes rodades al carrer de New England, de Fox Studios, van tenir lloc abans que Capra trobés la seva heroïna substituta. Les seqüències inicials van haver de ser resoltes quan Capra va decidir seguir un plantejament del tipus de comèdia àmplia que havia estat escrit originalment.

## Un film clàssic de Hollywood
Aquest film és una fidel representació dels paràmetres i de les característiques del cinema clàssic de Hollywood. Durant l'època d'or d'aquest tipus de cinema, van ser realitzades moltíssimes pel·lícules amb característiques similars, i amb arguments similars o elements comuns. És el cas d'aquest film, per exemple, té semblances amb Meet John Doe.
Un altre element important a destacar, és la utilització de la música. En aquest film, s'utilitza música extra diegètica però en algunes ocasions és utilitzada música diegètica (per exemple quan els personatges toquen diferents instruments). la música posseeix una funció que contribueix a la narració. La música extra diegètica, és il·lustrativa de la situació i ho fa de manera que queda totalment clar el sentiment de cada personatge a cada moment del film.
Una característica important del cinema clàssic de Hollywood reflectida en aquest film és l'exaltació de diferents valors considerats importants per la societat nord-americana. Es ressalten contínuament els valors de l'hereu ("Deeds") i el bona persona que és, en contraposició amb tots els altres (que sembla el comú en aquesta societat). aquesta exposició contínua de valors es fa de manera explícita i fins i tot en els mateix diàlegs sostinguts pels diferents personatges durant el film. Això, a nivell de la narració és molt important. La situació en la qual el personatge es veu embolicat i els valors que posseeix, provoquen una gran revolada en la societat. Es manifesten vagues i es donen problemes socials i polítics. Es ressalta que els diners és ambició de gairebé totes les persones en aquesta societat. Que tots fan el que sigui per diners. Poden passar per damunt a altres persones,aprofitar-se d'elles, mentir i fins i tot canviar de semblar i fer tractes segons conveniència (de fet això és el que succeeix: volen llevar-li l'herència a "Deeds", la periodista esmenti i inventa per obtenir treball i beneficis, s'aprofiten del personatge, etc. S'acaba comprenent que els diners no fa a la felicitat i que moltes vegades pot portar massa problemes. En el secret de viure, "Deeds" acaba regalant la seva fortuna als camperols.
Al seu torn, un altre tret important i a destacar en aquest film, és el reflex totalment explícit de la crisi que s'estava vivint en aquest moment en els Estats units i les mesures que des de la política començarien a prendre's donant-los el nom de "New Deal". Aquest film, manifesta això llavors en diverses seqüències. Un exemple clar, és el moment en què el granger entra en escena i expressa que totes les persones que tenen diners no es preocupen pels altres, mentre que ell no té diners per alimentar a la seva família. Que existeix molta gent que es mor de gana i que no té treball i que als altres ciutadans només els importa els diners. Es remarca que el granger fa dies que no menja. A més, s'explícita que existeixen milers de persones aturades i sense gens que menjar. Aquest és la puntada de peu que permeti que "Deeds" decideixi donar la seva fortuna a la zona agrícola i equipar diferents granges. Això revoluciona l'aparell financer i als aturats; que veuen en "Deeds", una esperança per recuperar-se de la crisi que arrasava al país. Això reflecteix una de les mesures del "New Deal", com ser reactivar el sector agrícola, realitzar obres per generar llocs de treball,activar el sector obrer, etc. Malgrat l'anteriorment dit, i de ser un film que reflecteix una societat i on la mateixa i les grans masses tenen una gran participació, no deixa de ser una història entre un o dos personatges particulars i protagonistes, tal com es manifesta al cinema clàssic de Hollywood.

## Premis i Nominacions

### Premis[8]
- Oscar a la millor direcció (Frank Capra)

### Nominacions[8]
- Oscar a la millor pel·lícula (Frank Capra)
- Oscar al millor guió (Robert Riskin)
- Oscar al millor actor (Gary Cooper)
- Oscar al millor so (John P. Livadary)